# Trường Đảng Trung ương Đảng Cộng sản Trung Quốc
Trường Đảng Trung ương Đảng Cộng sản Trung Quốc đặt tại Bắc Kinh còn được gọi là Trường Đảng Trung ương là một cơ quan giáo dục cấp đại học chuyên đào tạo quan chức cho Đảng Cộng sản Trung Quốc. Tính đến 3 tháng 10 năm 2007 tại đây có khoảng 1.300 sinh viên. Hiệu trưởng đương nhiệm của trường là Ủy viên Bộ Chính trị Trần Hi.

## Lịch sử
Trường Đảng này được thành lập năm 1933 tại Thụy Kim, Giang Tây với tên gọi Tường Cộng sản Mác-xít trung ương Đảng Cộng sản Trung Quốc (giản thể: 中共中央马克思共产主义学校; phồn thể: 中共中央馬克思共產主義學校; bính âm: Zhōnggòng Zhōngyāng Mǎkèsī Gòngchǎnzhǔyì Xuéxiào), của Ủy ban Trung ương Đảng Cộng sản Trung Quốc. Nó tạm thời đóng cửa khi Hồng quân bắt đầu cuộc Vạn lý Trường chinh rồi được mở lại khi ban lãnh đạo Đảng Cộng sản Trung Quốc dừng chân tại Thiểm Tây, phía tây bắc Trung Quốc, vào mùa đông năm 1936. Khi đó nó được đổi tên là Trường Đảng Trung ương. Trường bị đóng cửa năm 1947 khi Đảng Cộng sản rút lui khỏi Diên An và được mở lại năm 1948.

## Vị trí
Hiện nay trường này nằm tại số 100, phố Hào Cận Thượng (Dayouzhuang), quận Hải Điến, Bắc Kinh, gần Viên Minh Viên và Di Hòa Viên.

## Hiệu trưởng
1. Lý Duy Hán (李维汉): 1933-1935
2. Đổng Tất Vũ (董必武): 1935-1937
3. Lý Huy Hán (李维汉): 1937-1938
4. Khang Sinh (康生): 1938-1939
5. Đặng Phát (邓发): 1939-1942
6. Mao Trạch Đông: 1942-1947
7. Lưu Thiếu Kỳ (刘少奇): 1948-1953
8. Khải Phong (凯丰): 1953-1954
9. Lý Trác Nhiên (李卓然): 1954-1955
10. Dương Hiến Trân (杨献珍): 1955-1961
11. Vương Tòng Ngô (王从吾): 1961-1963
12. Lâm Phong (林枫): 1963-1966
13. Hoa Quốc Phong (华国锋): 1977-1982
14. Vương Chấn (王震): 1982-1987
15. Cao Dương (高扬): 1987-1989
16. Kiều Thạch (乔石): 1989-1993
17. Hồ Cẩm Đào (胡锦涛): 1993-2002
18. Tăng Khánh Hồng (曾庆红): 2002-2007
19. Tập Cận Bình (习近平): 2007-2013
20. Lưu Vân Sơn (刘云山): 1/2013-10/2017
21. Trần Hi: 10/2017-đương nhiệm